# Andreas Rosenberger (Mediziner)
Johann Andreas Rosenberger (* 20. Mai 1847 in Bonnland; † 2. März 1915 in Würzburg) war ein deutscher Chirurg, Gerichtsmediziner und Hochschullehrer, Sohn des Oekonomen Christian Rosenberger.

## Leben
Der in Bayern geborene Andreas Rosenberger erhielt seine medizinische Ausbildung an den Universitäten Würzburg, Tübingen, Wien, Halle, Berlin und Prag. In Würzburg trat er 1869 dem Corps Bavaria bei. 1871 wurde er an der Universität Würzburg zum Dr. med. promoviert. Er arbeitete anschließend an der Medizinischen Klinik bei Heinrich von Bamberger und danach an der Chirurgischen Klinik bei Wenzel von Linhart (1872/1873 als dessen klinischer Assistent), nach dessen Tod er sich habilitierte. Im Jahr 1877 führte er Operationskurse durch und gehörte mit Ferdinand Riedinger und Ottmar Angerer zu den Vertretern der vakanten Chefarztstelle des von Würzburg nach Berlin berufenen Chirurgen Ernst von Bergmann. Ab 1878 lehrte Rosenberger in Würzburg als Privatdozent Chirurgie an der Medizinischen Fakultät. 1897 wurde er zum außerordentlichen Professor für gerichtliche Medizin der Universität Würzburg berufen und gleichzeitig zum Landgerichtsarzt ernannt. 1899 ließ er sich von beiden Ämtern entbinden, um sich als außerordentlicher Professor der Universität Würzburg ausschließlich der Chirurgie widmen zu können. Im selben Jahr trat er als Oberstabsarzt dem bayerischen Armeecorps bei und leitete in seiner Würzburger Privatklinik in der Hofstraße, wo auch Anton Friedrich von Tröltsch, der Begründer der modernen Ohrenheilkunde auf dem europäischen Festland, kleinere ohrenärztliche Operationen durchführte, das Vereinslazarett Rosenberger. Von besonderer wissenschaftlicher Bedeutung waren seine 1894 publizierten Untersuchungen Über die Mikroorganismen der Eiterung.
Rosenberger gehörte dem Königlichen bayerischen Sanitäts-Korps als Sanitätsoffizier à la suite an. Sein letzter Dienstgrad war Generalarzt à la suite. 1894 war er Oberstabsarzt, 1902 Generaloberarzt, 1907 „charakt.“ Generalarzt.
Heiratete 1876 Therese Rinecker, eine Tochter des Mediziners und Würzburger Hochschullehrers Franz von Rinecker. Nach ihrem Tod 1880 heiratet er dann 1883 Sophie Wüstefeld (26.10.1855 – 05.10.1903, Schwester des Bankiers Philipp Wüstefeld), sie hatten zusammen vier Kinder.
Sein Sohn war der 1901 promovierte und in Würzburg unter Wilhelm Olivier von Leube von 1902 bis 1904/1905 tätige, danach in München als Spezialarzt für Magen- und Stoffwechselkrankheiten wirkende Franz Rosenberger.

## Auszeichnungen
1892 wurde Andreas Rosenberger der Titel eines bayerischen Hofrates verliehen.

## Schriften (Auswahl)
- Ueber locale Wärmeentziehung. 1872.
- Ueber abscedirende Paranephritis. 1879.
- Ueber das Wesen des septischen Giftes. 1882.
- Ueber operative Behandlung der männlichen Epispadie. 1891.
- Ueber prophylactische Entfernung des Wurmfortsatzes. 1894.
- Über chirurgische Eingriffe bei Blinddarmentzündung, speziell über die Art und die Bedeutung des operativen Vorgehens während des Anfalls. 1901.